# Sotho
Sotho ist eine Sammelbezeichnung für Ethnien der Bantu, die Sotho-Tswana-Sprachen sprechen und überwiegend in den Ländern Südafrika, Botswana und Lesotho leben. Neben der Sprache haben sie weitere kulturelle Gemeinsamkeiten.

## Geschichte
Um 1500 kamen die Sotho in das heutige Siedlungsgebiet und spalteten sich in drei bis heute bestehenden Gruppen auf:
- West Sotho oder Batswana mit der Sprache Setswana
- South Sotho oder Basotho mit der Sprache Sesotho
- North Sotho mit den Nord-Sotho-Sprachen (Sepedi als Standarddialekt)

Die drei Gruppen sind durch manche ähnliche kulturelle Elemente verbunden. Sie besitzen nah verwandte Sprachen, teilen den Totemismus und den Ahnenkult und besitzen ähnliche soziale Strukturen. So steht an ihrer Spitze jeweils ein traditionelles Oberhaupt, dessen Amt vererbt wird. Sie sind traditionell vor allem Viehzüchter, aber auch Handwerker. Sie leben zumeist in größeren, geschlossenen Siedlungen.
Die Differenzen der drei Gruppen basieren zum einen auf den Unterschieden ihrer Siedlungsgebiete: die Basotho besiedeln ein eher bergiges Gebiet (zum Teil Lesotho), wohingegen die Batswana die Savanne bevölkern (hauptsächlich das ehemalige westliche Transvaal und das benachbarte Botswana). Zum anderen ergaben sich Unterschiede durch die Mfecane, die die Basotho zwang, sich unter ihrem Oberhaupt Moshoeshoe I. mit anderen, migrierenden Ethnien zu vereinen. Ferner resultieren die Unterschiede beider Völker auch aus ihrer Missionierung durch verschiedene europäische Missionsgesellschaften (London Missionary Society, Wesleyan Methodist Missionary Society, Herrnhuter Brüdergemeine und Société des missions évangéliques de Paris), die auch großen Anteil an der Entstehung der modernen Sprachen Setswana, Sesotho und Sepedi durch die Einführung jeweils eigener orthographischer Systeme hatten.
Bei den Nördlichen Sotho bilden die Pedi oder Bapedi die Kerngruppe. Dazu gehören weitere Stämme wie die Balobedu.